# Сафра, Джозеф
Джозеф Сафра (араб. يوسف صفرا‎; 1 сентября 1938, Бейрут, Ливан — 10 декабря 2020, Сан-Паулу, Бразилия) — ливанско-бразильский банкир и бизнесмен-миллиардер, основатель финансового конгломерата Safra Group. В издании рейтинга миллиардеров мира от Forbes за 2020 год занимал 39-е место.

## Биография
Джозеф Сафра родился в 1938 году в семье евреев-сефардов, выходцев из Ливана и Алеппо. Джозеф представлял уже четвёртое поколение банковской династии. Её начало было положено в конце XIX века в сирийском Алеппо, тогда принадлежавшем Османской империи. Семья вкладывала деньги в коммерцию между крупнейшими торговыми центрами империи, Алеппо, Александрией и Константинополем, заодно приторговывая золотом. В 1950-х семья перебралась в Бразилию, где основала Banco Safra, который со временем стал крупнейшим банком страны. После смерти своего старшего брата Эдмунда в 1999 году Джозеф возглавил банк вместе с другим братом, Мойшей, а в 2006 году выкупил его долю и стал владельцем. Ливано-бразильский финансист скончался в возрасте 82 лет естественной смертью. Похоронен в Сан-Паулу.

## Карьера
Брат Джозефа Эдмонд Сафра и его отец Джейкоб Сафра в 1955 году начали работать в Бразилии, финансируя активы в Сан-Паулу. Позже Эдмонд в Нью-Йорке основал Республиканский национальный банк Нью-Йорка, а Джозеф основал Banco Safra и создал Safra Group, международную сеть компаний, которую контролирует вся семья и которая занимается всем — от финансов и недвижимости до промышленного производства и сельского хозяйства. В 2013 году семья миллиардера, приобрела более десятка объектов недвижимости в США, в основном в Нью-Йорке. Они также владеют портфелем коммерческой недвижимости в Бразилии. В 2014 году Safra заплатила более 700 миллионов фунтов стерлингов за покупку The Gherkin, одной из самых характерных башен в лондонском Сити. Он предложил построить небоскреб Tulip в Лондоне, но мэр города отклонил его в 2019 году. Также является основателем еврейской школы Бейт Яаков. Сафра считался самым богатым банкиром в мире — журналом Forbes его состояние оценивалось в $19,9 млрд.
Он также владел Safra National Bank в Нью-Йорке, банком J. Safra Sarasin в Швейцарии и половиной компании-производителя бананов Chiquita Brands International в США.

### Бизнес холдинги
- Chiquita Brands International[12]
- Safra Group[англ.][12]
- Banco Safra[англ.][12]
- J. Safra Sarasin[12]
- Safra National Bank of New York[англ.][12]